# La Ragione
La Ragione - leAli alla libertà (più comunemente La Ragione) è un quotidiano di opinione a diffusione nazionale, sia cartaceo che digitale, fondato il 2 giugno 2021. 
Si tratta di un quotidiano di ispirazione liberaldemocratica ed europeista indipendente, focalizzato sull’approfondimento di notizie attraverso analisi e commenti.

## Storia
Il giornale è fondato da Davide Giacalone e Fulvio Giuliani, che ricoprono rispettivamente i ruoli di direttore editoriale e quello di direttore responsabile. Il quotidiano è edito dalla cooperativa La Ragione e vede tra i soci sovventori, la fondazione Stichting Social Spor.
Tra i giornalisti ed esperti coinvolti dall'editoriale vi sono Massimiliano Lenzi, Vittorio Pezzuto, Luca Ricolfi, Raffaele Morelli, Don Antonio Mazzi, Alfonso Celotto, Andrea Margelletti.

## Diffusione
Inizialmente stampato su un formato a 8 pagine, il 21 novembre 2023 passa al formato a 12 pagine ed è disponibile anche in versione on line gratuita previa registrazione.